# 1389
Rok 1389 (MCCCLXXXIX) byl nepřestupný rok, který podle juliánského kalendáře započal pátkem. 
Podle židovského kalendáře došlo k přelomu let 5149 a 5150. Podle islámského kalendáře započal dne 28. prosince rok 792. 

## Události
- 24. února – Markéta I. Dánská, královna Norska a Dánska, poráží švédského krále Albrechta Meklenburského v boji o nadvládu nad všemi třemi královstvími. Albrecht byl ze švédského trůnu sesazen a následně uvězněn.
- 03. května – Richard II. přebírá nadvládu nad Anglií nezávisle na nižších šlechticích
- 19. května – Po smrti Dmitrije Donského se novým velkoknížetem moskevským stává jeho syn Vasilij I.
- 15. června – Bitva na Kosově poli: Srbové porážejí osmanské vojsko. V tomto boji umírá jak osmanský sultán Murad I., tak i srbský vládce Lazar Hrebeljanović. Po této bitvě na osmanský trůn usedá sultán Bajezid I. a na srbský trůn Stefan Lazarević.
- 18. července – Stoletá válka: Království Anglie a Francie uzavírají příměří v Leulinghemu, čímž ukončili druhou fázi války. Nastává třináctileté mírové období.
- 02. listopadu – Po smrti papeže Urbana VI. se 203. papežem stává Bonifác IX.

### Neznámé datum
- Valašský kníže Mircea I. a polský král Vladislav II. Jagello podepisují první mírovou dohodu, aby mohli společně svá území bránit před nájezdy Osmanů.
- S podporou vzdoropapeže Jana XXIII. příznivci Ludvíka II. svrhnou nezletilého krále Ladislava z neapolského trůnu. Nový papež Bonifác IX. však uznává Ladislavův nárok na trůn.
- V portugalském Lisabonu byla dokončena stavba karmelitánského kláštera Convento do Carmo.
- Neoblíbený sultán Tughluq Chán z Dillíského sultánu byl zavražděn. Jeho nástupcem se stává jeho bratr Abu Bakr Šáh.

## Narození

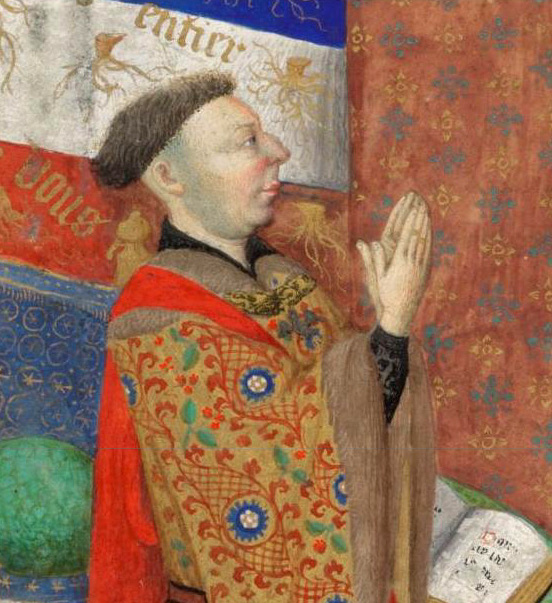
Jan z Lancesteru (* 20. června)

- 01. března – Antonín Florentský, dominikánský mnich, florentský arcibiskup a světec († 2. května 1459)
- 20. června – Jan z Lancasteru, anglický princ, generál a státník († 14. září 1435)
- 27. září – Cosimo Medicejský, florentský bankéř a vládce Florencie († 1. srpna 1464)
- 09. listopadu – Izabela z Valois, francouzská princezna († 13. září 1409)
- 24. prosince – Jan V. Bretaňský, vévoda bretaňský, hrabě montfortský a titulární hrabě z Richmondu († 29. srpna 1442)
- neznámé datum
  - prosinec – Filip Burgundský, hrabě z Nevers a Rethelu z dynastie Valois († 25. října 1415)
  - Süe Süan, filozof a politik čínské říše Ming († 1464)
  - Emine Hatun, manželka osmanského sultána Mehmeda I. a matka sultána Murada II. († 1449)

## Úmrtí

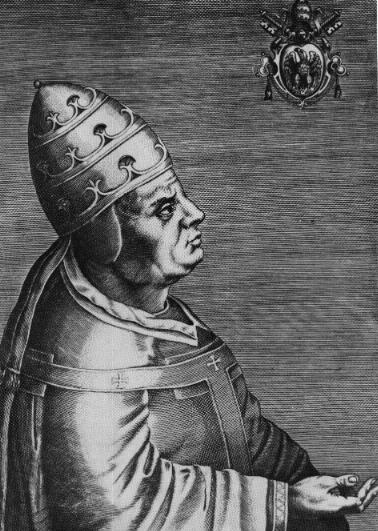
Papež Urban VI. († 15. října)

### Česko
- 01. září – Jan I. z Rožmberka, šlechtic z rodu Rožmberků (* ?)
- neznámé datum
  - Vilém ze Šternberka, moravský šlechtic (* ?)

### Svět
- 03. ledna – Rudolf Visconti, milánský šlechtic (* 1364)
- 13. února – Markéta z Ravensbergu, dědička hrabství Ravensberg (* 1320)
- 19. května – Dmitrij Donský, veliký kníže moskevský (* 12. října 1350)
- 28. června
  - Lazar Hrebeljanović, srbský vládce (* asi 1329)
  - Murad I., turecký sultán (* 1319/1326)
- 15. října – Urban VI., papež (* asi 1318)
- neznámé datum
  - červen – Miloš Obilić, srbský středověký rytíř (* 1350)
  - červenec – Jean de Marville, belgický sochař (* ?)
  - Yakub Çelebi, syn osmanského sultána Murada I. (* asi 1359)

## Hlavy států
- České království – Václav IV.
- Moravské markrabství – Jošt Moravský
- Svatá říše římská – Václav IV.
- Papež – Urban VI. » Bonifác IX. a Klement VII. (vzdoropapež)
- Anglické království – Richard II.
- Francouzské království – Karel VI. Šílený
- Polské království – Hedvika z Anjou a Vladislav II. Jagello
- Uherské království – Zikmund Lucemburský
- Litevské knížectví – Vladislav II. Jagello
- Moskevské knížectví – Dmitrij Donský » Vasilij I.
- Byzantská říše – Jan V. Palaiologos
- Osmanská říše – Murad I., od července Bayezid I.